# Osvaldo Alfredo Reig
Osvaldo Alfredo Reig (Buenos Aires, 14 augustus 1929- Buenos Aires, 13 maart 1992) was een Argentijnse zoöloog, bioloog en paleontoloog. Hij is vooral bekend van het ontdekken en beschrijven van de fossiele resten van Herrerasaurus.